# Delphinium hansenii
Delphinium hansenii är en ranunkelväxtart. Delphinium hansenii ingår i släktet storriddarsporrar, och familjen ranunkelväxter.

## Underarter
Arten delas in i följande underarter:
- D. h. ewanianum
- D. h. hansenii
- D. h. kernense